# Bolovănești, Alba
Bolovănești este un sat în comuna Ceru-Băcăinți din județul Alba, Transilvania, România.